# 蓬塔科洛内特
蓬塔科洛内特（西班牙語：Punta Colonet）是墨西哥的一个城镇，位于下加利福尼亚州的恩森那达市镇。其同时也是下加利福尼亚半岛最具生产力的农业区之一，邻国美国的产品需求促进了该地区商用农业的发展。

## 历史
18世纪晚期，英国船长詹姆斯·科尔内特率其探险船队探索了蓬塔科洛内特附近的太平洋海岸，并给该地区附近的海岬命名为科尔内特角。蓬塔科洛内特因此而得名。
在美国禁酒時期，加拿大的朗姆酒偷运船——马拉哈特号将蓬塔科洛内特作为母港，並以此为根据地向圣地亚哥以北偷运酒类饮品。

## 地理
墨西哥1号高速公路穿过蓬塔科洛内特，沿该公路向北行驶115公里便可抵达恩森那达市镇首府恩森那达市。向南行驶约30公里则可到达卡马卢。蓬塔科洛内特是一个美丽且未受污染的地区，其农场和果园均直接通往海边。

## 人口
据2000年墨西哥人口普查显示，蓬塔科洛内特人口为2346，而在10年后，该地区人口上升至3278。